# Lufingen
Lufingen is een gemeente en plaats in het Zwitserse kanton Zürich, en maakt deel uit van het district Bülach.

Eind 2006 telde Lufingen 1533 inwoners.
In Lufingen is Golf Trainings-Park Augwil met de Vivian Ross Golf Academy, waar onder anderen Carl Robinson lesgeeft.